# Arata Osada

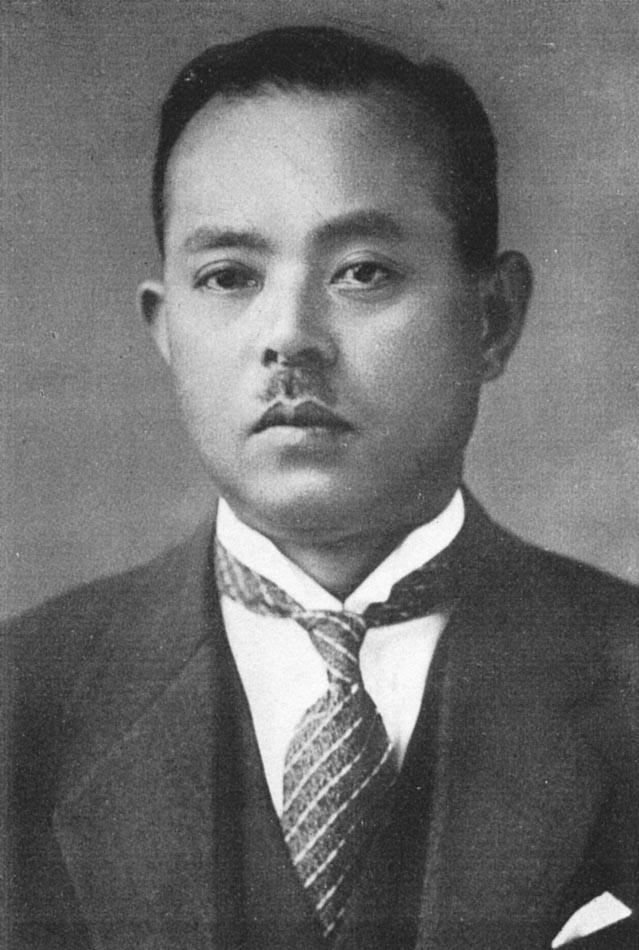
Arata Osada

Arata Osada (japanisch 長田新; geb. 1887; gest. 1961) war ein japanischer Pädagoge, Pestalozzi-Verehrer und Übersetzer und Herausgeber von dessen Schriften ins Japanische. Er gilt als Begründer der japanischen Pestalozzi-Bewegung.

## Leben
Er war Rektor an der Universität Hiroshima. Er war ein Gegner des nationalistischen Japan und wurde 1945 selbst Opfer der Atombombe auf Hiroshima.
International ist sein Name im Gedächtnis durch die von ihm herausgegebene Sammlung  Kinder von Hiroshima, deren deutsche Übersetzung nach dem japanischen Originaltitel (japanisch 原爆の子) auch Die Kinder der A-Bombe betitelt wurde, eine aus ca. 2000 Aufsätzen japanischer Schüler der Grund- bis Oberschule getroffene Auswahl über ihre Erlebnisse beim Abwurf der Atombombe auf Hiroshima am 6. August 1945. Das Buch wurde 1952 mit dem Mainichi-Kulturpreis ausgezeichnet.
1959 gab er sämtliche Werke Pestalozzis in japanischer Sprache heraus.
Seine Asche ist in Birr in der Schweiz in der Nähe der Wirkungsstätte Pestalozzis beigesetzt. Die Grabplatte trägt die Aufschrift:

„Hier ruht in Erfüllung eines letzten persönlichen Wunsches die Asche des großen Pestalozzi-Verehrers Arata Osada 長田新 1887–1961, Professor der Pädagogik an der Universität Hiroshima, Ehrendoktor der Universität Zürich, zum Dank für seine unermüdliche Tätigkeit als Begründer der umfassenden Pestalozzi-Bewegung in Japan, als Übersetzer und Herausgeber der Werke Pestalozzis in japanischer Sprache, dem Freund und Verehrer der schweizerischen Demokratie.“